# Kinfauns Demo
I Kinfauns Demo, noti anche come Esher Demos, sono delle registrazioni semiprofessionali effettuate dai Beatles nel maggio 1968. Ad eccezione del materiale registrato per il progetto Get Back, con un totale di ventisette tracce i Kinfauns Demo rappresentano il prodotto più ricco dei Beatles registrato in una volta e non pubblicato.
Le composizioni, molte delle quali reincise in studio avrebbero costituito larga parte del doppio LP The Beatles, sono eseguite facendo ricorso a strumenti acustici, perciò questa produzione è stata successivamente definita la versione unplugged del White Album, anche se il termine ancora non era nell’uso comune del gergo musicale.

## Storia
Fra il febbraio e l’aprile del 1968 i Beatles erano stati a Rishikesh, presso l’ashram del guru Maharishi, per approfondire lo studio della meditazione trascendentale. Nel ritiro ai piedi dell’Himalaya, lontani dalle pressioni, dallo stress, dalle distrazioni dei mass media e dal telefono, i Beatles concentrarono le loro forze sulla composizione di nuovi brani e la quiete del contesto stimolò la fertilità creativa. In assenza di corrente elettrica, potevano contare solo su chitarre acustiche, ma questo anziché essere un limite fu per loro un’opportunità. I tre chitarristi Harrison, Lennon e McCartney si trovarono in compagnia di Donovan dal quale appresero la tecnica del finger-picking, che avrebbe caratterizzato diversi brani del White Album.
Nel tardo maggio del 1968, di ritorno dall’esperienza di Rishikesh, i quattro musicisti – ma la presenza di Ringo Starr viene messa in dubbio – si riunirono a Kinfauns, la casa di George Harrison a Esher nella campagna del Surrey, per procedere alla messa su nastro delle loro creazioni indiane in prospettiva di un nuovo album. Probabilmente la scelta cadde sull’abitazione di George perché, a differenza di quella di McCartney situata nel centro di Londra, richiamava il clima sereno dell’ashram di Rishikesh nel quale erano state composte le canzoni, e anche perché fra i quattro George possedeva la migliore strumentazione per effettuare le incisioni, tra cui un registratore Ampex a quattro piste. Ma viene anche ventilata l’ipotesi che le tracce siano state in larga parte incise individualmente, e a Esher si sia svolta solo l’operazione di sovraincisioni vocali o strumentali.
Qualche registrazione dei Kinfauns Demo rimase pressoché inalterata nel doppio LP, in altre circostanze furono effettuati mutamenti nelle parole, nelle parti musicali o negli arrangiamenti, con l’utilizzo di strumentazioni elettriche anziché le originali acustiche. Non tutte le incisioni dei Kinfauns Demo trovarono posto nel White Album. Vennero accantonate provvisoriamente What's the New Mary Jane e Child of Nature di Lennon – quest’ultima sarebbe stata pubblicata dopo tre anni con versi differenti e con il titolo Jealous Guy; Junk, di McCartney, che l’autore avrebbe riproposto nel suo McCartney del 1970; Not Guilty, Circles  e Sour Milk Sea  di Harrison. Inoltre rimasero escluse Mean Mr. Mustard e Polythene Pam, che furono ripescate l’anno successivo e inserite nel medley di Abbey Road.
Le registrazioni dei Kinfauns Demo rimasero sconosciute fino a che, negli anni ottanta, vennero trasmesse per radio come parte dei Lost Lennon Tapes. In seguito, ventidue tracce furono pubblicate su un bootleg intitolato Unsurpassed Demos, ripreso successivamente da altri dischi pirata con versioni leggermente più lunghe. Infine, sette brani, ripuliti dai tecnici della EMI con strumentazioni professionali, videro la luce sul CD Anthology 3.
Per celebrare il cinquantesimo anniversario della pubblicazione del White Album, il 9 novembre del 2018 è stata pubblicata una versione dell’LP contenente ventisette tracce del demo inciso a casa Harrison. Il progetto di remixaggio è stato curato da Giles Martin, il figlio dello storico produttore dei Beatles George Martin.

## Tracce
In maggioranza i brani sono raggruppati a blocchi secondo il compositore. Nell’elenco che segue sono elencati i ventisette titoli nella probabile sequenza di registrazione, e le informazioni che seguono ciascuna composizione danno conto delle caratteristiche e delle differenze con le versioni presenti nel White Album:
- Cry Baby Cry – con introduzione e conclusione diverse dalla versione dell’album
- Child of Nature – non pubblicata dai Beatles, divenuta poi Jealous Guy
- The Continuing Story of Bungalow Bill – il coro esegue versi animali
- I'm So Tired – con il parlato leggermente differente
- Yer Blues – nei versi John Lennon è  'insecure' e non 'suicidal'
- Everybody's Got Something to Hide Except Me and My Monkey – sessualmente provocatoria, l'invocazione 'make it! make it!' accompagna i cori 'come on, come on'
- What's the New Mary Jane – inclusa in Anthology 3
- Revolution 1 – manca l’ultima strofa dal verso 'you say you'll change the constitution'
- While My Guitar Gently Weeps – con alcuni versi differenti
- Circles – non pubblicata dai Beatles
- Sour Milk Sea – non pubblicata dai Beatles
- Not Guilty – la versione in studio inclusa in Anthology 3
- Piggies – il verso finale differente: anziché 'eat their bacon', i piggies 'cut their pork chops'
- Julia – in tonalità più alta e con versi in sequenza diversa
- Blackbird – con la voce raddoppiata e con tempo più lento, e senza pausa
- Rocky Raccoon – senza le sezioni di aperture e di chiusura, testo lievemente differente
- Back in the USSR – senza il verso di chiusura, nell'album il tempo è leggermente accelerato
- Honey Pie – senza le strofe iniziale e finale, poi pubblicato su Anthology 3
- Mother Nature's Son  – manca dell’introduzione della chitarra realizzata poi in studio
- Ob-La-Di, Ob-La-Da – la voce di Paul McCartney è raddoppiata
- Junk – inclusa in Anthology 3
- Dear Prudence – con voci raddoppiate e una coda parlata
- Sexy Sadie –
- Happiness Is a Warm Gun – senza la sezione introduttiva né quella finale
- Mean Mr. Mustard – la sorella di Mr Mustard è Shirley e non Pam come nella registrazione in studio
- Polythene Pam – accordi leggermente diversi; il verso 'well it's a little absurd but she's a nice class of bird' è ripetuto
- Glass Onion – con sovraincisione di parole nonsense di Lennon[4][5].

## Formazione
- John Lennon – chitarra, voce, cori
- Paul McCartney – chitarra, voce, cori
- George Harrison – chitarra, voce, cori
- Ringo Starr – percussioni